# Nouveau Code noir

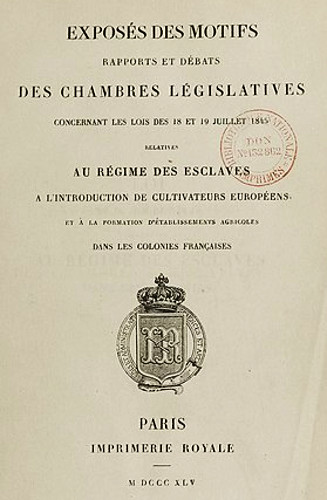
Livret législatif, destiné aux esclavagistes dans les colonies françaises sous la monarchie de Juillet.

Nouveau Code noir est le nom donné à l'ensemble de textes juridiques modifiant sensiblement le Code noir qui furent institués en France sous la monarchie de Juillet avant l'abolition de l'esclavage. Ces textes ne furent jamais publiés sous la forme d'un véritable code juridique, mais ils l'amendaient tellement qu'ils reçurent ce nom distinctif. De fait, ils organisaient une protection accrue pour l'esclave, dont les rapports avec le maître furent dès lors davantage médiatisés.

## Liste
- Loi du 4 mars 1831
- Lois Mackau